# Austrobryonia pilbarensis
Austrobryonia pilbarensis là một loài thực vật có hoa trong họ Cucurbitaceae. Loài này được I.Telford mô tả khoa học đầu tiên năm 2008.